# Point forward
Point forward – nieoficjalna pozycja koszykarska dla zawodnika, który ma odpowiednie cechy dla rozgrywającego (umiejętność dobrego podawania, przegląd pola, pewne trzymanie piłki) i niskiego skrzydłowego (warunki fizyczne). Słynnym podającym skrzydłowym był Scottie Pippen, obecnie taką rolę odgrywa m.in. LeBron James.